# Anders Selinder
Anders Selinder (Stockholm, 4 novembre 1806 - Stockholm 6 novembre 1874) est un danseur, chorégraphe et maître de ballet suédois.
Parmi ses étudiants célèbres, figure l'actrice et chanteuse suédoise Sophie Cysch.